# Rijkszweeds
Het Rijkszweeds (Zweeds: rikssvenska, standardsvenska ) is de benaming voor het standaard-Zweeds zoals dat in Zweden wordt gesproken en geschreven. In Finland wordt de term Högsvenska (Hoog-Zweeds) gebruikt voor het Rijkszweeds. 
Naast het Rijkszweeds bestaan er ook andere twee andere vormen van Zweeds, het Finland-Zweeds en het Estland-Zweeds.
Het Rijkszweeds is gebaseerd op de dialecten rond Stockholm en het Mälardal. Anders dan veel andere talen is er geen uniforme uitgesproken vorm van het Zweeds, maar er zijn drie hoofdvormen:
- Centraal-Zweeds (5-7 miljoen sprekers)
- Zuid-Zweeds (2-4 miljoen)
- Finland-Zweeds (300.000)

Rond de grote steden (Stockholm, Göteborg en Malmö) hebben zich eigen dialecten van dit Rijkszweeds ontwikkeld. 